# TILLING
TILLING (Targeting Induced Local Lesions in Genomes) is een methode in de moleculaire biologie waarmee een genmutatie geïdentificeerd kan worden.
De methode combineert een standaardtechniek (mutagenese met ethylmethaansulfonaat (EMS)) met een nieuwe screening-techniek die herkenning van mismatch-hybridisering door HPLC inhoudt. 